# Цилазаприл
Цилазаприл — синтетичний антигіпертензивний препарат, що належить до групи інгібіторів АПФ, для перорального застосування. Цилазаприл уперше синтезований у лабораторії компанії «Hoffmann-La Roche», на який було отримано патент у 1985 році.

## Фармакологічні властивості
Цилазаприл — синтетичний лікарський препарат, що належить до групи інгібіторів АПФ. Механізм дії препарату полягає у пригнічення ренін-ангіотензин-альдостеронової системи плазми крові, яка приводить до зменшення впливу ангіотензину ІІ на судини та до зменшення секреції альдостерону, не впливаючи на концентрацію калію у сироватці крові та збільшення втрати рідини та натрію. Після прийому цилазаприлу у результаті інгібування ангіотензинперетворюючого ферменту підвищується активність калікреїн-кінінової системи, що призводить до вазоділатації та підвищення активності простагландинової системи. Цилазаприл знижує загальний периферійний опір судин, систолічний та діастолічний артеріальний тиск, перед- та постнавантаження на міокард та зменшує симптоми серцевої недостатності. При лікуванні цилазаприлом також спостерігається зменшення гіпертрофії лівого шлуночка та покращення його діастолічної функції.

### Фармакодинаміка
Цилазаприл швидко всмоктується у шлунково-кишковому тракті, біодоступність препарату складає 60% внаслідок ефекту першого проходення через печінку. Після прийому цилазаприл швидко перетворюється у печінці на активний метаболіт — цилазаприлат. Максимальна концентрація в крові цилазаприлу досягається протягом 2 годин. Препарат не зв'язується з білками крові. Цилазаприл проникає через плацентарний бар'єр та виділяється в грудне молоко. Цилазаприл метаболізується препарат у печінці у незначній кількості. Виводиться цилазаприл із організму із сечею у вигляді цилазаприлату. Період напіввиведення препарату складає 9 годин, при порушенні функції нирок та печінки цей час збільшується відповідно до кліренсу креатиніну, при важкій нирковій недостатності елімінація препарату відсутня (цилазаприл та цилазаприлат видаляються із організму шляхом гемодіалізу).

## Показання до застосування
Цилазаприл застосовується для лікування гіпертонічної хвороби та симтоматичної артеріальної гіпертензії (у тому числі реноваскулярної гіпертензії), та у комплексному лікуванні серцевої недостатності.

## Побічна дія
При застосуванні цилазаприлу можливі наступні побічні ефекти:
- Алергічні реакції та з боку шкірних покривів — нечасто (~2%) анафілактоїдні реакції, набряк Квінке.
- З боку травної системи — нечасто (менше 2%) нудота, диспепсія, панкреатит.
- З боку нервової системи — часто (більше 2%) головний біль, запаморочення, швидка втомлюваність.
- З боку дихальної системи — нечасто (< 2%) кашель.
- З боку серцево-судинної системи — нечасто (< 2%) артеріальна гіпотензія.
- Зміни в лабораторних аналізах — рідко анемія, зниження гематокриту, гіперкаліємія, лейкопенія, підвищення рівня креатиніну та сечовини в крові.

## Протипокази
Цилазаприл протипоказаний при підвищеній чутливості до інгібіторів АПФ; ангіоневротичному набряку, пов'язаному із інгібіторами АПФ в анамнезі або спадковому ангіоневротичному набряку; при вагітності та годуванні грудьми; при двобічному стенозі ниркових артерій чи однобічному у разі наявності однієї нирки; порфірії. З обережністю застосовується препарат при печінковій та нирковій недостатності, у хворих системними захворюваннями сполучної тканини, первинному альдостеронізмі, стенозі гирла аорти або мітральному стенозі, подагрі, при недавно перенесеній трансплантації нирки, гіпертрофічній кардіоміопатії, вираженій серцевій недостатності, у хворих, що знаходяться на гемодіалізі, у хворих цукровим діабетом. Препарат не застосовується у дитячому віці.

## Форми випуску
Цилазаприл випускається у вигляді таблеток по 0,001; 0,0025 та 0,005 г. Станом на 2014 рік в Україні даний препарат не зареєстрований.